# We Are Warriors
«We Are Warriors» —en español: «Somos Guerreros»— es una canción de la cantante canadiense Avril Lavigne. Se lanzó el 24 de abril de 2020, a través de BMG Rights Management. La pista es una nueva grabación de la canción final (originalmente titulada «Warrior») de su sexto álbum de estudio Head Above Water (2019). Lavigne lanzó la canción como un sencillo de caridad para apoyar el Proyecto HOPE a raíz de la pandemia de coronavirus 2019-20.

## Antecedentes y lanzamiento
En abril de 2020, Lavigne anunció un próximo proyecto en relación con la pandemia de coronavirus 2019-20, con el fin de recaudar dinero para Project HOPE, una organización que «mantiene seguros a los médicos y al personal médico en todo el mundo». El 21 de abril a través de sus redes sociales, anunció que el tema se lanzará como sencillo el 24 de abril de 2020. En su anunció, publicó la portada oficial del sencillo, y comentó que el tema iba dedicado a «los trabajadores del hospital y supermercados, empleados, policías y bomberos, en general, a todos los que se han visto sacudidos en su mundo».

## Composición
La canción original titulada «Warrior», se estrenó como la pista de cierre de su sexto álbum de estudio Head Above Water en 2019, fue escrita por Lavigne, Travis Clark y Chad Kroeger, fue descrita por la cantante como «una de las primeras canciones que escribí para el álbum después del sencillo principal del mismo nombre». Ambos temas abordan la lucha que la cantante tuvo que dar debido a su enfermedad de Lyme, agregando: «Espero que mis canciones puedan ayudarte a encontrar fuerza si la necesitas».

## Presentaciones en vivo
La canción en su versión original «Warrior» se cantó en vivo por primera vez en septiembre de 2019, durante un espectáculo organizado en el museo de los Premios Grammy. El 21 de abril, la cantante anunció que presentaría «We Are Warriors» por primera vez el 24 de abril, a través de un concierto en vivo en Instagram. Ese día, presentó el tema junto a «Head Above Water».

## Vídeo musical
El vídeo del tema se llevará a cabo con diferentes fotos tomadas por sus seguidores durante el período de cuarentena impuesto en varios países debido al COVID-19. Se estrenó el 1 de mayo de 2020 y mostró a varias personas de la primera línea en la lucha contra el coronavirus, de las cuales algunas tenían carteles mientras también se mostraban imágenes de la gira Head Above Water Tour.

## Posicionamiento en listas
| Listas (2020)                           | Mejor posición |
| --------------------------------------- | -------------- |
| Canadá (Hot Canadian Digital Songs)     | 23             |
| Estados Unidos (Digital Song Sales)     | 24             |
| Reino Unido Download (UK Singles Chart) | 100            |

## Historial de lanzamiento
| País   | Fecha               | Formato                      | Discográfica | Ref    |
| ------ | ------------------- | ---------------------------- | ------------ | ------ |
| Varios | 24 de abril de 2020 | Descarga digital y streaming | BMG          | [ 18 ] |